# John F. Seitz
John Francis Seitz (* 23. Juni 1892 in Chicago, Illinois; † 27. Februar 1979 in Woodland Hills, Los Angeles, Kalifornien) war ein US-amerikanischer Kameramann. Seitz, in den Credits zuweilen auch als John Seitz, ab 1923 Mitglied der American Society of Cinematographers und von 1929 bis 1930 Präsident der Organisation, war insgesamt siebenmal für einen Oscar als Bester Kameramann nominiert.

## Leben
Im Jahr 1909 begann Seitz als Labortechniker bei der Essanay Film Manufacturing Company. Etwa fünf Jahre später, 1914, ging Seitz nach Kalifornien und arbeitete für die Metro Pictures Corporation, ebenfalls im Labor. Für die American Film Manufacturing Company drehte Seitz 1916 mit dem Western The Quagmire seinen ersten Film als Kameramann. Bis zum Jahr 1920 arbeitete Seitz bei sieben Filmen mit Regisseur Henry King zusammen.
Ab 1920 bildete Seitz mit Regisseur Rex Ingram ein Team, das bei zwölf Produktionen bis zum Jahr 1926 zusammenarbeitete. Der Kameramann, der mit Ingram 1925 und 1926 in Nizza arbeitete, heiratete 1934 Marie Boyle. Die Ehe, der zwei Kinder entsprangen, hielt bis zu Seitz’ Tod im Jahr 1979. Nachdem Seitz mehr als vierzig Jahre lang für etwa 160 Produktionen hinter der Kamera gestanden hatte, setzte er sich 1960 zu Ruhe. Er drehte keine Filme mehr, arbeitete und experimentierte aber weiterhin an der Verbesserung der Aufnahmetechnik, so dass er zum Zeitpunkt seines Todes 18 Patente für Kamera- und Aufnahmetechnik hielt.

## Werk

### Die 1920er-Jahre

#### Seitz und Ingram
Im Jahr 1920 begann die Zusammenarbeit Ingrams mit John Seitz bei der Neuverfilmung des Dramas Shore Acres von James A. Herne. Im gleichen Jahr entstand die Verfilmung von Hearts Are Trumps in der Alice Terry, Ingrams spätere Ehefrau, eine der Hauptrollen spielte. Ein Jahr später, 1921, folgte mit The Four Horsemen of the Apocalypse eine Adaption des 1914 erschienenen Romans Los cuatros jinetes del Apocalipsis von Vicente Blasco Ibáñez. Der Film, in vielerlei Hinsicht bemerkenswert, war sofort ein Erfolg an den Kinokassen, machte Rudolph Valentino zum Star und verschaffte Rex Ingram eine Carte blanche im Filmgeschäft.
Seitz konnte bei dieser Produktion den von ihm entwickelten Nordlichteffekt bei den Dreharbeiten einsetzen. Der Kameramann hatte sich lange mit Rembrandt van Rijns Malerei befasst und setzte eine von Norden seitlich auf das Set fallende Beleuchtung ein, die starke Kontraste und tiefe Schatten erzeugte. Lee Garmes übernahm 1927, auf Anraten Ingrams, diesen Effekt bei der Produktion von Der Garten Allahs und war dermaßen überzeugt von dessen Wirkung, dass er den Nordlichteffekt zu seinem Markenzeichen machte.
Scaramouche, Der Gefangene von Zenda und The Arab waren weitere erfolgreiche Filme die Seitz und Ingram realisierten. In der Südseeromanze Schwarze Schatten der Zivilisation setzte Ingram zum wiederholten Male seine Ehefrau Alice Terry ein und etablierte einen neuen Star, Ramón Novarro. 1925 gründete Ingram in Nizza die Rex Ingram Studios und Seitz verbrachte ein Jahr in Frankreich. Dort drehten Seitz und Ingram Mare Nostrum, eine Spionagegeschichte, nach Vicente Blasco Ibáñez.
Der Magier, aus dem Jahr 1926, war die letzte Zusammenarbeit Ingrams mit Seitz. Der Fantasyfilm mit Alice Terry und Paul Wegener in den Hauptrollen, entstand nach einer Geschichte von W. Somerset Maugham. Ingram verließ die MGM nach dem Dreh von Der Garten Allahs.
Während seiner Zusammenarbeit mit Ingram entwickelte Seitz verschiedene, zwar simple, aber bis zu diesem Zeitpunkt ungewöhnliche Kameraperspektiven, wie das Filmen einer Szene durch ein Schlüsselloch oder binokulare Aufnahmen. Zudem befasste sich Seitz ausgiebig mit sogenannten Matte-Shots. Bei dieser Technik wird zunächst ein Hintergrund gefilmt, der Film zurück gespult, um dann die eigentliche Filmhandlung aufzunehmen.

#### Das Ende der Stummfilmzeit
Bis zum Ende der Stummfilmzeit stand Seitz für Regisseure wie Frank Lloyd, Clarence Brown und King Vidor hinter der Kamera. 1927 entstand Die goldene Hölle, ein Film über den Goldrausch am Klondike River, mit Dolores del Río in der Hauptrolle, unter der Regie von Clarence Brown. Brown, der ein Jahr an dem Film gearbeitet hatte, war mit dem Ergebnis und seinem männlichen Hauptdarsteller Ralph Forbes unzufrieden, hielt aber Seitz für einen der „größten Kameramänner überhaupt“. Trotz Browns Unzufriedenheit wurde der Film ein großer Erfolg bei Publikum und Kritik und katapultierte Brown, mit einem Jahresgehalt von 300.000 US-Dollar, an die Spitze der bestbezahlten Regisseure Hollywoods.
Für seine Arbeit an Frank Lloyds Historienfilm Die ungekrönte Königin, der die Liebesaffäre zwischen Horatio Nelson und Emma Hamilton schilderte, wurde Seitz 1930 zum ersten Mal für einen Oscar nominiert. Den Oscar für die Beste Kamera erhielt Clyde De Vinna für Weiße Schatten. Seitz war während der 1920er-Jahre der Kameramann mit dem höchsten Salär und der Einzige, der als Kameramann in der Werbung zu Filmen erwähnt wurde.

### Die 1930er-Jahre
Während der 1930er-Jahre arbeitete Seitz als Kameramann an fünf Filmen des Kinderstars Shirley Temple, fotografierte Mickey Rooney 1939 in Die Abenteuer des Huckleberry Finn und arbeitete für Regisseure wie Sam Wood, Allan Dwan und bei sechs Filmen mit Henry King zusammen.  Gegen Ende des Jahrzehnts arbeitete Seitz dreimal mit Regisseur George B. Seitz zusammen, der verschiedentlich als Bruder von John Seitz oder als guter Freund des Regisseurs bezeichnet wird. Mit Regisseur Seitz drehte Kameramann Seitz 1937 Der Arzt und die Frauen, ein Drama nach der Geschichte General Hospital von Erich von Stroheim. Bedingt durch das geringe Budget wurden aufwendigere Szenen mittels glass-shots, die Kamera filmt durch eine Glasscheibe mit aufgemaltem Hintergrund, realisiert. Zudem wurden Szenen aus älteren Filmen, wie etwa ein Autounfall, wiederverwendet.
1939 folgte der Gefängnisfilm 6,000 Enemies mit Walter Pidgeon in der Hauptrolle. Gleichfalls 1939 entstand Thunder Afloat, ein Kriegsfilm, in dem Wallace Beery, während des Ersten Weltkrieges deutsche U-Boote an der amerikanischen Atlantikküste jagt. Noch im selben Jahr stand Seitz für einen weiteren Film mit Beery hinter der Kamera. Sergeant Madden, ein Kriminalfilm, der als einer der Tiefpunkte in Regisseur Josef von Sternbergs Schaffen gilt. Insgesamt war Seitz während des Jahrzehnts für etwa sechzig Filme der verantwortliche Kameramann.

### Die 1940er-Jahre
Zu Beginn der 1940er-Jahre drehte Seitz für Regisseur Harold S. Bucquet zwei weitere Dr.-Kildare-Filme. Den ersten Film der MGM-Serie, die von 1938 bis 1947 insgesamt 15 Filme umfasste, hatte Seitz 1938 gefilmt. Mit Robert Siodmaks Thriller Fly By Night drehte Seitz seinen ersten Film noir. Frank Tuttles Die Narbenhand war 1942 Seitz zweiter Beitrag zum Film noir als Kameramann. Paramount hatte sich bereits 1936 die Rechte an Graham Greenes Roman A Gun for Sale gesichert, aber erst nach Warner Brothers erfolgreicher Neuverfilmung des Malteser Falken mit Humphrey Bogart und Mary Astor in den Hauptrollen, begannen die Dreharbeiten zu Die Narbenhand. Der Film, etablierte Alan Ladd und Veronica Lake als neues Traumpaar Hollywoods und fügte dem Themenkreis des Film noir zwei neue Elemente hinzu, das des „engelhaften Killers“ und das der „Verfolgungsjagd in einer surrealen Stadtlandschaft“.

#### Seitz und Wilder
Ein Jahr später arbeitete Seitz zum ersten Mal mit Regisseur Billy Wilder zusammen. Wilders Kriegsfilm Fünf Gräber bis Kairo mit Anne Baxter und Erich von Stroheim wurde für drei Oscars nominiert. Seitz ging bei seiner zweiten Oscarnominierung wiederum leer aus, den Preis für die Beste Kamera erhielt Arthur C. Miller für Das Lied von Bernadette.
Für Preston Sturges drehte Seitz 1944 die zwei Komödien, Sensation in Morgan’s Creek, mit Betty Hutton in der Rolle einer Telefonistin namens Trudy Kockenlocker und Heil dem siegreichen Helden, mit Eddie Bracken als Woodrow Lafayette Pershing Truesmith. Für beide Filme war Sturges 1945 als Bester Drehbuchautor für einen Oscar nominiert. Sensation in Morgan’s Creek wurde im Jahr 2001 in das National Film Registry aufgenommen.
Mit Frau ohne Gewissen, einer weiteren Zusammenarbeit Seitz’ mit Wilder, entstand 1944 nach dem Roman von James M. Cain einer der einflussreichsten Filme in der Geschichte Hollywoods.
Seitz Ausleuchten der Szenen, mit ihren harten Kontrasten, vielfach überlagerten Schatten, dunklen Ecken, sowie ungewöhnliche Einstellungen, die durch Zigarettenrauch, Fensterjalousien und zerkleinertes und in die Luft geblasenes Magnesium gefilmt wurden, setzten Maßstäbe und gipfelten in einer weiteren Oscarnominierung für den Kameramann. Der im Jahr 1992 in das National Film Registry als besonders erhaltenswert aufgenommene Film, war 1944 für sieben Oscars nominiert.
Seitz und Wilders erfolgreiche Zusammenarbeit setzte sich im darauf folgenden Jahr fort. Mit Das verlorene Wochenende entstand 1945 „Hollywoods erste erwachsene, intelligente, erbarmungslose Sicht auf den Alkoholismus“ so der Filmhistoriker Philip Kemp.
Eine der bemerkenswertesten Szenen des Films, ist jene, in der Birnam auf der Suche nach einer Pfandleihe seine Schreibmaschine die Third Avenue entlang schleppt, um schließlich feststellen zu müssen, das sämtliche Pfandleihen am Jom Kippur Tag geschlossen sind. Da es zu jener Zeit ungewöhnlich war, an Originalschauplätzen zu drehen, hatte Wilder einige Schwierigkeiten mit dem Produktionsstudio zu überwinden, bevor die Szene dann an Ort und Stelle gefilmt werden konnte. Die Kameras wurden in Lkw, sowie zum Teil in verschiedenen Geschäften installiert, und verfolgen Milland bei seinem Gang über die Third Avenue. Die so entstandenen Aufnahmen ließen die Zuschauer die in grellem Sonnenlicht liegende Straße durch die Augen Birnams sehen und verstärkten den Eindruck, der Hitze und Trockenheit dieses Sommerwochenendes und zugleich die Gier Birnams nach Alkohol und die Enttäuschung über die geschlossenen Pfandleihen.
Ray Milland erhielt für seine Darstellung des Don Birnam 1946 den Oscar als Bester Hauptdarsteller, Charles Brackett, Drehbuchautor und Produzent erhielt den Oscar für das Beste adaptierte Drehbuch und den Besten Film, Billy Wilder, ebenfalls für das Beste adaptierte Drehbuch ausgezeichnet, erhielt eine weitere Trophäe für die Beste Regie. Seitz, ebenfalls nominiert, ging ein weiteres Mal leer aus. Den Oscar für die Beste Kameraführung in einem Schwarzweißfilm ging 1946 an Harry Stradling Sr. für seine Arbeit an Das Bildnis des Dorian Gray.
Bis zum Ende der 1940er-Jahre drehte Seitz als Kameramann für unterschiedliche Regisseure Filme der Schwarzen Serie. Unter anderen für John Farrow den Thriller Spiel mit dem Tode im Jahr 1948. In The Big Clock, so der Originaltitel, spielt Ray Milland einen Zeitungsredakteur, der einen Mörder jagt, aber nichts davon ahnt, dass der wahre Mörder falsche Spuren legt, die auf Milland als den Mörder deuten, so dass Milland sich im Verlauf der Handlung selbst verdächtigen muss. Die Handlung selbst wird, typisch für einen Film noir, in langen Einstellungen mit komplexen Kamerafahrten erzählt, so etwa in einer Szene, in der Milland sich durch die Küchentür in das Appartement schleicht, die Leiche entdeckt, Hinweise auf seine Anwesenheit in der Wohnung entfernt, zurück in die Küche geht, die Wohnung verlässt, sich in der Halle mit einem Mann unterhält und schließlich in den Aufzug steigt. Bevor Seitz 1949 mit Die Nacht hat tausend Augen einen weiteren Film noir John Farrows fotografierte, drehte er für Regisseur Elliott Nugent Der große Gatsby, nach dem gleichnamigen Roman von F. Scott Fitzgerald mit Alan Ladd in der Titelrolle.
Mit Boulevard der Dämmerung erschien 1950 ein Film noir unter der Regie von Billy Wilder. Seitz setzte in diesem Film vor allem die Low-Key-Beleuchtung ein, um die düstere Atmosphäre des Films zu unterstreichen. Die Eröffnungsszene des Films, in der man scheinbar vom Grund eines Swimmingpools auf den an der Wasseroberfläche treibenden Körper William Holdens blickt, wurde mittels eines auf dem Grund des Pools liegenden Spiegels realisiert. Für seine Leistung bei den Dreharbeiten von Sunset Boulevard wurde Seitz ein weiteres Mal für einen Oscar sowie für einen Golden Globe für die Beste Schwarzweißkamera nominiert.

### Die 1950er-Jahre
Nach Boulevard der Dämmerung wandte sich Seitz zunehmend dem Farbfilm zu. So drehte er 1951 für Rudolph Maté, zusammen mit einem der Pioniere des Farbfilms, W. Howard Greene, den Science-Fiction-Film Der jüngste Tag. Zusammen mit Greene war Seitz 1952 für einen Oscar für die Beste Kamera in einem Farbfilm nominiert.
Eine letzte Oscarnominierung erhielt Seitz für seine Kameraführung in Heißes Pflaster, einem Film noir von Regisseur Roy Rowland, mit Robert Taylor, Janet Leigh, George Raft und Anne Francis in den Hauptrollen. Neben Der jüngste Tag drehte Seitz 1953 einen weiteren Science-Fiction-Film, William Cameron Menzies’ Invasion vom Mars.
Seitz hatte nach dem Dreh von Der jüngste Tag die Paramount Pictures verlassen und arbeitete für unterschiedliche Filmgesellschaften, zuletzt für die von Alan Ladd gegründete Jaguar Productions. Bis zum Ende seiner aktiven Laufbahn entstanden zwischen 1955 und 1960 einige Low-Budget-Produktionen mit Ladd in der Hauptrolle.

## Filmografie
- 1918: Beauty and the Rogue
- 1920: Shore Acres
- 1920: Hearts Are Trumps
- 1921: Die vier Reiter der Apokalypse
- 1921: Siegende Kraft (The Conquering Power)
- 1921: Uncharted Seas
- 1922: Der Gefangene von Zenda
- 1922: Die Schlange von Paris (Trifling Women)
- 1922: Turn to the Right
- 1923: Scaramouche (Scaramouche)
- 1923: Die Flucht aus dem Paradies (Where the Pavement Ends)
- 1924: Classmates
- 1924: Araber (The Arab)
- 1924: The Price of a Party
- 1926: Mare Nostrum
- 1926: Der Magier (The Magician)
- 1927: Die blonde Kollegin (The Fair Co-Ed)
- 1928: Pflicht und Liebe (Across to Singapore)
- 1928: Adoration
- 1928: Frau oder Geliebte? (Outcast)
- 1928: Ein Mädel mit Tempo (The Patsy)
- 1928: Die goldene Hölle (The Trail of '98)
- 1929: A Most Immoral Lady
- 1929: Careers
- 1929: Hard to Get
- 1929: Her Private Life
- 1929: Saturday’s Children
- 1929: Die ungekrönte Königin (The Divine Lady)
- 1929: The Painted Angel
- 1929: The Squall
- 1930: Back Pay
- 1930: In the Next Room
- 1930: Kismet
- 1930: Kismet (dt. Vers. des Vorhergehenden)
- 1930: Murder Will Out
- 1930: Road to Paradise
- 1930: Sweethearts and Wives
- 1930: The Bad Man
- 1931: East Lynne
- 1931: Hush Money
- 1931: Men of the Sky
- 1931: Merely Mary Ann
- 1931: Misbehaving Ladies
- 1931: Over the Hill
- 1931: The Age for Love
- 1931: The Right of Way
- 1931: Young Sinners
- 1932: Careless Lady
- 1932: Passport to Hell
- 1932: She Wanted a Millionaire
- 1932: Six Hours to Live
- 1932: The Woman in Room 13
- 1933: Adorable
- 1933: Dangerously Yours
- 1933: Ladies They Talk About
- 1933: Mr. Skitch
- 1933: Paddy, the Next Best Thing
- 1934: All Men Are Enemies
- 1934: Coming Out Party
- 1934: Marie Galante
- 1934: Springtime for Henry
- 1935: Lockenköpfchen (Curly Top)
- 1935: Helldorado
- 1935: One More Spring
- 1935: Our Little Girl
- 1935: Redheads on Parade
- 1935: The Farmer Takes a Wife
- 1935: Der kleinste Rebell (The Littlest Rebel)
- 1936: Captain January
- 1936: Fifteen Maiden Lane
- 1936: Navy Wife
- 1936: Poor Little Rich Girl
- 1936: The Country Doctor
- 1937: Der Arzt und die Frauen (Between Two Women)
- 1937: Madame X
- 1937: Seekadetten (Navy Blue and Gold)
- 1938: Lord Jeff
- 1938: Love is a Headache
- 1938: Stablemates
- 1938: A Christmas Carol
- 1938: Schnelle Fäuste (The Crowd Roars)
- 1938: Dr. Kildare: Sein erster Fall (Young Dr. Kildare)
- 1939: 6,000 Enemies
- 1939: Bad Little Angel
- 1939: Sergeant Madden (Sergeant Madden)
- 1939: Die Abenteuer des Huckleberry Finn (The Adventures of Huckleberry Finn)
- 1939: The Hardys Ride High
- 1939: Prophet Without Honor Kurzfilm
- 1939: Thunder Afloat
- 1940: A Little Bit of Heaven
- 1940: Dr. Kildare: Auf Messers Schneide (Dr. Kildare’s Strange Case)
- 1940: Dr. Kildare: Verhängnisvolle Diagnose (Dr. Kildare’s Crisis)
- 1941: Sullivans Reisen (Sullivan’s Travels)
- 1942: Fly by Night
- 1942: Gangsterfalle (Lucky Jordan)
- 1942: Die Narbenhand (This Gun for Hire)
- 1942: Der Besessene von Tahiti (The Moon and Sixpence)
- 1943: Fünf Gräber bis Kairo (Five Graves to Cairo)
- 1944: So ein Papa (Casanova Brown)
- 1944: Frau ohne Gewissen (Double Indemnity)
- 1944: Heil dem siegreichen Helden (Hail the Conquering Hero)
- 1944: The Hour Before the Dawn
- 1944: Sensation in Morgan’s Creek (The Miracle of Morgan’s Creek)
- 1945: Das verlorene Wochenende (The Lost Weekend)
- 1945: Der Tod wohnt nebenan (The Unseen)
- 1946: Home Sweet Homicide
- 1946: The Well-Groomed Bride
- 1947: Kalkutta (Calcutta)
- 1947: The Imperfect Lady
- 1947: Rauhe Ernte (Wild Harvest)
- 1948: Beyond Glory
- 1948: Die Nacht hat tausend Augen (The Night Has a Thousand Eyes)
- 1948: On Our Merry Way
- 1948: Schmuggler von Saigon (Saigon)
- 1948: Spiel mit dem Tode (The Big Clock)
- 1949: Todesfalle von Chikago (Chicago Deadline)
- 1949: Der große Gatsby (The Great Gatsby)
- 1950: Captain Carey, U.S.A.
- 1950: Boulevard der Dämmerung (Sunset Boulevard)
- 1950: Lach und wein mit mir (Riding High) im Abspann nicht genannt
- 1950: The Goldbergs
- 1950: Inspektor Goddard (Appointment with Danger)
- 1951: Dear Brat
- 1951: Der jüngste Tag (When Worlds Collide)
- 1952: Im Banne des Teufels (The Iron Mistress)
- 1952: Menschenjagd in San Francisco (The San Francisco Story)
- 1953: Donner in Fern-Ost (Thunder in the East)
- 1953: Das Schiff der Verurteilten (Botany Bay)
- 1953: Der Legionär der Sahara (Desert Legion)
- 1953: Brennpunkt Algier (Fort Algiers)
- 1953: Invasion vom Mars (Invaders From Mars)
- 1953: Der weiße Sohn der Sioux (The Savage)
- 1954: Heißes Pflaster (Rogue Cop)
- 1954: Saskatschewan (Saskatchewan)
- 1954: The Rocket Man
- 1955: Blutige Straße (Hell on Frisco Bay)
- 1955: Ein Mann liebt gefährlich (Many Rivers to Cross)
- 1955: Wolkenstürmer (The McConnell Story)
- 1956: Schrei in der Nacht (A Cry in the Night)
- 1956: Geheime Fracht (Santiago)
- 1957: Herrscher über weites Land (The Big Land)
- 1958: Geraubtes Gold (The Badlanders)
- 1958: Durchbruch bei Morgenrot (The Deep Six)
- 1959: Island of Lost Women
- 1959: Das tödliche Netz (The Man in the Net)
- 1960: Er kam, sah und siegte (Guns of the Timberlands)